# ČEBUS
ČEBUS je značka, pod kterou působil bývalý český autobusový dopravce a působí dosud existující cestovní agentura. Po liberalizaci autobusové dopravy byl ČEBUS počátkem 90. let 20. století prvním soukromým dopravcem na trase Brno–Praha (tato linka P0001 byla dle číslování vůbec první číslovanou soukromou autobusovou linkou v Československu po zániku monopolu ČSAD), v roce 1992/1993 provozoval 6 dálkových linek z Prahy do různých směrů, v dalších letech se dopravce soustředil především na trasu Brno–Praha. Mateřskou společnost založil roku 1990 Ing. Václav Vaníček ze Skřivan, roku 1992 ji získal Josef Svárovský z Prahy. Pod značkou ČEBUS působily též dceřiné společnosti s účastí dalších osob. V roce 2004 dopravu pod značkou ČEBUS převzala na několik měsíců konkurenční firma Český národní expres - C.N.E. Group, a.s., která však sama byla do roka z trhu vytlačena. Pod značkou ČEBUS působí nyní již jen cestovní agentura, v níž původní mateřská společnost již nemá žádný podíl a jejímž většinovým společníkem byl od roku 2000 Ing. Václav Horák a od roku 2010 je jím Mgr. Miroslav Polák.

## Struktura a historie firem
ČEBUS, spol. s r.o. (IČ 00653233) byla založena 2. října 1990 a zapsána 30. října 1990. Zpočátku byl jediným společníkem Ing. Václav Vaníček a společnost sídlila v jeho bydlišti ve Skřivanech v okrese Hradec Králové, k 28. srpnu 1992 se jediným společníkem stal Josef Svárovský a sídlo bylo přepsáno do jeho bydliště v Praze 2. Od 24. května 1995 do 21. června 2001 byla společnost v konkursním řízení, konkurs byl zrušen po splnění rozvrhového usnesení. Od 26. března 2013 podle obchodního rejstříku společnost vlastní sama sebe, tj. je sama sobě jediným společníkem. Za společnost jedná president společnosti, který v obchodním rejstříku není uveden.
ČEBUS, dopravní a cestovní kancelář, s.r.o. (IČ 46974067) byla zapsána 5. října 1992. Za dobu své existence měla své sídlo postupně na čtyřech brněnských adresách. Původními společníky bylo 5 fyzických osob: Ing. Miroslav Řepa a Josef Svárovský vklady po 55 tisících korun, Jan Sobotka, Ing. Václav Horák a Jiří Charvát vklady po 30 tisících Kč, v červnu 1994 byl podíl Jana Sobotky rozdělen mezi ostatní podílníky. 25. ledna 1995 a 4. července 1997 byl základní kapitál navýšen. Mezi společníky v lednu 1995 přibyla Alena Řepová, v květnu 1998 ubyl Josef Svárovský a v červnu 2000 přešel podíl Jiřího Charváta na Jarmilu Charvátovou. 22. února 2007 změnila název na INCENTIVA, cestovní agentura, s.r.o., od července 2007 do června 2010 prošla konkursním řízením, které bylo zrušeno po splnění rozvrhového usnesení, a 30. května 2012 byla společnost vymazána z obchodního rejstříku.
ČEBUS-EXPRES, s.r.o. (IČ 48908819) se sídlem v Brně, Novobranská 3, byla zapsána 13. října 1993, od 20. května 1997 až do svého výmazu 31. března 2009 byla v likvidaci. 80% podíl v ní měla ČEBUS, s.r.o. se sídlem v Praze 2, po 10 % ČEBUS dopravní a cestovní kancelář, s.r.o. se sídlem v Brně a COOP BANKA a.s. se sídlem v Brně. 28. června 2000 byl zamítnut návrh na konkurs pro nedostatek majetku společnosti. 31. března 2009 byla společnost z téhož důvodu vymazána z obchodního rejstříku.
ČEBUS, cestovní agentura, s.r.o. (IČ 26222094) se sídlem v Brně byla zapsána 24. srpna 2000, 22. října 2001 změnila název na ČEBUS, cestovní kancelář, s.r.o. Většinovým vlastníkem byl Ing. Václav Horák, menšinovými vlastníky tři další fyzické osoby a ČEBUS, dopravní a cestovní kancelář, s.r.o. (později Incentiva s.r.o.). jejíž podíl byl uvolněn v únoru 2008 v rámci konkursního řízení. Od května 2010 je většinovým vlastníkem Mgr. Miroslav Polák a menšinovým Blanka Pálenská.
ČEBUS - autobusová doprava, s.r.o. (IČ 26920964) se sídlem v Brně, Starobrněnská 16, byla zapsána 27. února 2004. Jediným společníkem byl Český národní expres - C.N.E. Group, a.s., který předtím převzal dopravu provozovanou pod značkou ČEBUS. 1. března 2006 změnila společnost vlastníka (novým vlastníkem se stala MAX & MAX, s.r.o. a Bohuslav Urválek z Chocně) a změnila název na Surinder Invest, s.r.o. a přesídlila do Chocně, k 9. červenci 2008 byla zrušena s likvidací, od 25. července 2008 do výmazu 10. června 2009 byla v likvidaci. V listopadu 2008 bylo zahájeno insolvenční řízení, 16. února 2009 byl zamítnut insolvenční návrh pro nedostatek majetku společnosti a 10. června 2009 byla společnost vymazána z obchodního rejstříku.
Na Slovensku byla 23. února 1998 zaregistrovaná společnost ČEBUS Slovakia, dopravná a cestovná kancelária, spol. s r.o. (IČO 35741597) se sídlem v Bratislavě. Původně v ní zhruba třetinový podíl měla česká společnost ČEBUS dopravná a cestovná kancelária, spol. s r.o. (IČO 46974087, tedy číslo uvedeno ve slovenském obchodním rejstříku s překlepem v předposlední číslici). Jednatelem ČEBUS Slovakia byl v té době Michal Baranovič. 26. února 2002 v ní česká mateřská společnost ztratila podíl a společnost byla přejmenovaná na VYDAVATEĽSTVO M.R.K. agency, spol. s r.o.
Zakladatel společnosti ČEBUS Václav Vaníček (nar. 2. července 1966) použil tuto značku i v dalších svých společnostech. Od 18. března 1991 do 2. června 1992 byla v obchodním rejstříku zapsaná společnost ČEBUS INVEST, spol. s r. o. s dopravním zaměřením, kterou z 80 % vlastnila Eliška Grodlová či Grödlová a z 20 % Václav Vaníček, 6. května 1991 společnost ČEBUS LEASING, spol. s r.o. se stejnými vlastníky ve shodném poměru podílu a 1. října 1991 byla zapsaná společnosti CITY ČEBUS spol. s r. o., na které mají tytéž dvě osoby opačný poměr podílů. Dále měl Václav Vaníček v letech 1991–2002 menšinový podíl ve společnosti FRUTEX, spol. s r.o.
Od 10. září 1993 je zapsaná společnost Český rezervační systém s. r. o. (IČ 49707248), jejímž je jediným společníkem a jednatelem (v obchodním rejstříku je vedena pod třemi různými spisovými značkami), a od 18. července je zapsaná společnost Český informační systém s.r.o., jejímž je rovněž jediným společníkem a jednatelem.
V roce 1994 se Václav Vaníček prostřednictvím své společnosti Český rezervační systém (Ceres) pokusil zavést nový systém jízdenkového předplatného Dopravního podniku města Brna pro MHD v Brně, s centrálním výdejem plastových průkazek s čárovým kódem. Z toho vznikl jeden z největších skandálů v historii brněnské MHD, kvůli němuž byl Vaníček podle iDnes.cz v té době „snad nejznámější osobu v Brně“ a „jízdenkovým spekulantem“. DPMB s ním v dubnu 1994 podepsal smlouvu na deset let, ale protože byly závažné problémy při výdeji průkazek a systém po sedmi měsících zkolaboval, DPMB 1. prosince 1994 od smlouvy odstoupil, a protože mu Vaníček nezaslal vybrané peníze, vznikl mu schodek asi 40 milionů Kč z peněz vybraných za předplatní jízdenky. Vaníček navíc neodevzdal databázi s osobními údaji asi 200 000 lidí, přičemž Vaníčkův právník tvrdil, že část databáze Vaníčkovi někdo ukradl z domu. Vaníček následně uprchl, údajně i s penězi, do ciziny a usídlil se v Brazílii, kde založil rodinu. V rámci obchodního sporu se dopravnímu podniku nepovedlo prokázat výši způsobené škody, soudní řízení skončilo v srpnu 2005, když dopravní podnik vzal žalobu zpět, protože se mu nepodařilo získat důkazy z účetnictví žalované společnosti. Ceres naopak žaloval dopravní podnik za ušlý zisk 108 milionů korun, ale nezaplatil soudní poplatek. V roce 1994 na Vaníčka DPMB podal trestní oznámení, trestní stíhání policie v červnu 2000 zastavila; Brazílie mezitím odmítla uznat mezinárodní zatykač. Koncem května 2002 byl Vaníček při návratu z Brazílie zadržen, obviněn z podvodu, zřejmě v jiné věci, novinářům neznámé, a byla na něj v Brně uvalena vazba. 
Josef Svárovský (nar. 17. července 1949), od srpna 1992 majitel ČEBUS s.r.o., měl již od 10. června 1991 zapsanou živnost na jméno Josef Svárovský – ČEBUS (IČ 40653315), která zanikla 20. dubna 2005. Od 27. září 1993 měl čtvrtinový podíl ve společnosti ČES-Bustrans spol. s r.o. (IČ 49713451) a od června 1994 má menšinový podíl ve společnosti CREDIT-CONTAX spol. s r.o. (IČ 61504211).

## Autobusová doprava
Počátkem 90. let spustil ČEBUS jako první soukromý dopravce přímou linku Brno–Praha a podle článku MF Dnes, napsaného o více než deset let později, se jeho autobusy staly „fenoménem“.
V roce 1992/1993 bylo v jízdním řádu pro Středočeský kraj uvedeno 6 linek společnosti ČEBUS spol. s. r. o. zajíždějících do Prahy, a to linky P0001 Praha – Brno, P0002 Praha – Karlovy Vary, P0003 Liberec – Praha, P0004 Pardubice – Praha, P0039 Praha – Teplice, P0040 Nymburk – Praha. To byla polovina z celkem 12 soukromých linek v tomto jízdním řádu.
V době platnosti jízdního řádu 1995/1996 provozovala linku P0055 na trase Brno, hotel Grand – Praha, Florenc, ul. Ke Štvanici společnost ČEBUS EXPRES, s.r.o., Brno. V roce 1996/1997 je jako dopravce na lince 720306 Brno–Praha uveden jako dopravce ČEBUS s.r.o. V jízdních řádech 1997/1998, 1998/1999 či 1999/2000 je linka 720306 Brno–Praha vedena na dopravce ČEBUS, dopravní a cestovní kancelář, s.r.o.
Postupně na trasu přibyli jako konkurenti Český národní expres (ČNE) a v menší míře Tourbus (ten své aktivity na trase výrazněji posílil v polovině roku 2003). Na konci března 2003 byla zrušena letecká linka Praha–Brno a v červnu 2003 České dráhy zavedly na železnici v této relaci speciální zvýhodněné jízdné, aby byly schopny konkurovat autobusům. ČEBUS na lince 720306 Brno–Praha za rok 2003 přepravil na 300 tisíc osob, což činilo asi 80 % výkonů této společnosti v autobusové dopravě. 5. ledna 2004 vstoupil na trasu Brno–Praha dopravce Student Agency, který do té doby provozoval jen mezinárodní linky, a nasadil výrazně vyšší standardy kvality než stávající dopravci.
Od 5. ledna 2004 spustil ČEBUS linku Brno–Zlín, kde se chtěl stát konkurencí ČSAD Vsetín, a též linku Brno–Olomouc. Mezi důvody uvedl ředitel Milan Řepa kromě rostoucí poptávky po dopravě mezi těmito městy také rostoucí konkurenci na lince Brno–Praha. 1. dubna 2004 ČEBUS zřídil novou linku 721307 Brno – Františkovy Lázně s jedním párem spojů v pracovní dny. Linka byla zrušena k 1. listopadu 2004.
Začátkem února 2004 se Čebus z důvodu své platební neschopnosti dohodl se společností Český národní expres, že dočasně převzala 31 spojů (redaktorka Faturová v iDnes psala o 31 linkách), které v té době Čebus provozoval. Český národní expres zároveň přislíbil, že odkoupí vozidla společnosti Čebus. Dosavadní společnost Čebus měla nahradit nová společnost Čebus autobusová doprava. Čebus provozoval dopravu převážně staršími vozy Karosa.
K 29. únoru 2004 a poté dále k 13. červnu 2004 byl na lince 720306 Brno–Praha silně zredukován provoz. K 1. září 2004 byla přečíslována na 721306. Definitivně zrušena byla 17. ledna 2005 poté, co byl k 12. prosinci 2004 omezen provoz na jeden pár spojů první tři dny v týdnu. 10. ledna 2005 ukončil činnost i Český národní expres.
Na veletrhu Holiday World v únoru 2005 byl v rámci TTG Travel Awards ČEBUS oceněn jako třetí nejlepší dopravce v zemi, po Student Agency a Eurolines Bohemia.

## Umístění zastávek v Praze
ČEBUS v Praze nezajížděl přímo na autobusové nádraží Florenc, ale byl jedním z dopravců, kteří zastavovali v nedaleké ulici Ke Štvanici, v zálivu zastávky Florenc pro MHD. V roce 1998 Magistrát hlavního města Prahy zastávky dálkové dopravy v ulicích Křižíkova a Ke Štvanici zrušil v rámci snahy města odstranit způsob odbavování spojů nevyhovující z hlediska města (byť pro cestující výhodný z hlediska cen jízdenek) a odstranit nežádoucí aspekty provozu, zejména nedovolené využívání k odstavování vozidel. Úřad pro ochranu hospodářské soutěže 26. března 1999 zahájil z vlastního podnětu správní řízení k určení, zda ČSAD ÚAN Praha Florenc, a.s. při poskytování služeb provozovatelům autobusové dopravy zneužívá dominantního postavení tím, že za vjezd vnitrostátních linek požaduje za vjezd nižší ceny od provozovatelů vnitrostátní dopravy než od provozovatelů mezinárodní dopravy; za toto zneužití poté udělil pokutu milión Kč. V rámci stanovení relevantního trhu byla v rámci řízení společnost ČEBUS úřadem dotázána, proč si vybrala k využívání ÚAN. Ředitel a jednatel Miroslav Řepa v protokolu uvedl, že po zrušení zastávky v ulici Ke Štvanici koncem května 1998 ČEBUS využíval pro expresní linku Brno–Praha prostor autobusového stanoviště před železniční stanicí Praha hlavní nádraží. Při výběru stanoviště z asi 7 možností byla pro ČEBUS rozhodující frekvence cestujících a vzdálenost k metru a k centru města. Avšak kvůli poklesu přepravovaných cestujících asi o 30 % se rozhodla využívat od konce září 1998 služby ÚAN Florenc. Důvodem poklesu počtu cestujících nebyl podle průzkumu nezvyk cestujících, ale skutečnost, že prostor před hlavním nádraží nevzbuzuje důvěru cestujících, zejména Pražanů, co se týče bezpečnosti, a dalším důvodem byla zhoršená možnost přestupu na přípojné autobusové linky, protože cestující z linky ČEBUSu dále využívají mnohonásobně více autobusy než vlak.

## Vozový park
Ve vozovém parku ČEBUS se objevily například vozy Karosa LC 956, Karosa C 734, Lahti 402 či Mercedes-Benz Tourismo O 350 RHD. Firemní nátěr vozů byl bílý s pruhy ve třech odstínech modré.